# Sweet Sweet Marja
Sweet Sweet Marja è un film del 2007 diretto da Angelo Frezza.
La pellicola è tratta dal cortometraggio La piantina (2000), diretto dallo stesso regista.

## Trama
Catia, moglie di un agente immobiliare, prepara un'importante cena di lavoro del marito. Per insaporire uno sformato di verdure usa, sbadatamente, delle foglie di marijuana. La cena prenderà una piega imprevista.

## Controversie
All'uscita del film nei cinema italiani, nel luglio 2007, i senatori Maria Burani Procaccini e Antonio Gentile di Forza Italia accusarono il film di voler "normalizzare la marijuana". Il regista e la protagonista Maria Grazia Cucinotta si sono dichiarati "sorpresi dalla polemica".